# Víctor Julián Sánchez Acosta
Víctor Julián Sánchez Acosta, conocido como Perico (Bogotá, 24 de noviembre de 1987), es un político colombiano. Fue elegido en las elecciones regionales de Colombia de 2023 como Alcalde de Soacha para 2024-2027

## Biografía
Hijo de Víctor Manuel Sánchez y de Luz Martha Acosta. Estudió en los colegios Santa Ana y Bolívar, graduado de bachiller en 2003 y posteriormente en la Universidad Externado de Colombia en Gobierno y Relaciones Internacionales y magíster en Planeación Urbana y Regional de la Universidad de los Andes.  

### Carrera política
En 2015, Sánchez fue elegido para su primer periodo como diputado de la Asamblea Departamental de Cundinamarca para el período constitucional 2016-2019. Posteriormente, fue elegido como presidente de la corporación para el periodo anual de 2018, promulgando diversas ordenanzas para el desarrollo de Cundinamarca. 
En las elecciones de 2019, inicialmente iba a ser candidato para la Alcaldía de Soacha pero declinó para reelegirse como diputado para el periodo 2020-2023, donde obtuvo una mayor votación.
En las elecciones de 2023, bajo la coalición que lleva su nombre con el Partido de la U y Fuerza de la Paz, gana la alcaldía venciendo a su rival Danny Caicedo, obteniendo 62736 votos frente a 53214.

### Alcalde de Soacha (Desde 2024)
Desde el 1 de enero, Sánchez inició su mandato decretando una prohibición al consumo de estupefacientes en los parques y alrededores de instituciones educativas. Posteriormente se decidió cambiar el uso al edificio en construcción que iba a ser destinado para un proyectado centro administrativo a un multicampus universitario.
A fines de ese mes, ante la oleada de calor que azotaba a Colombia por el fenómeno del Niño, prohíbe las quemas a cielo abierto.En marzo de 2024, en el Congreso Nacional de Municipios celebrado en Cartagena de Indias, fue designado como presidente de la Federación Nacional de Municipios y en el mes de mayo de ese mismo año, atendió la emergencia por explosión en la polvorera El Vínculo, que afectó a la ciudadela Maiporé, los humedales y otros barrios de la comuna 1.
En la integración regional metropolitana con Bogotá y Cundinamarca se logró la incorporación del municipio a esta figura que posibilitaría la solución a los problemas que en las últimas décadas como movilidad (como la construcción del Puente Tibaníca entre Ciudad Verde y Bosa, vinculación a la tercera línea del Metro de la capital), medio ambiente y seguridad.